# Sensation
Sensation，日本的四人纯音乐乐队，2012年结成，为Being旗下艺人。

## 成员
- 大賀好修（吉他），前nothin' but love（日语：nothin' but love）、OOM成员。
- 麻井宽史（日语：麻井寛史）（贝斯），前the★tambourines（日语：the★tambourines）、WAR-ED成员。
- 大楠雄藏（键盘），前OOM成员。
- 車谷啟介（鼓），前New Cinema 蜥蜴（日语：New Cinema 蜥蜴）、三枝夕夏 IN db成员。

## 经历
2012年乐队结成，成员4人均是ZARD纪念演唱会的支援乐手，同年7月发布专辑《Sensation I》而出道。乐队名来自于专辑《Sensation I》中的乐曲《Sensation》，在制作完成这首歌曲后直接把曲名用作乐队名。

## 作品

### 专辑
1. Sensation I（日语：Sensation I） （2012年7月25日）
2. Sensation II（日语：Sensation II） （2013年3月13日）
3. Sensation III（日语：Sensation III） （2014年5月14日）
4. Sensation IV（日语：Sensation IV） （2016年11月16日）